# Olimpiada Latinoamericana de Astronomía y Astronáutica
La Olimpiada Latinoamericana de Astronomía y Astronáutica (OLAA) es una importante competencia anual de astronomía y astronáutica para estudiantes de la educación secundaria. Sus objetivos son los de promover el intercambio y proporcionar a los estudiantes un contacto con la investigación y la enseñanza de las ciencias, particularmente de la astronomía.

## Historia
La OLAA nació durante la Reunión de Delegados de la Olimpiada Regional desarrollada en Montevideo, Uruguay, del 10 al 12 de octubre de 2008, estando representados Brasil, Chile, Colombia, Paraguay, Uruguay y México, con la presencia de un Asesor de la UNESCO. En tal oportunidad se creó el Consejo de Países Participantes, se aprobó el Estatuto de participación y se eligió a Brasil como sede de la primera OLAA, realizada en la ciudad de Río de Janeiro en octubre de 2009.[cita requerida]

## Concepto
Fue estipulado que la OLAA sería organizada anualmente por el Consejo de los Países Miembros, y los participantes serían estudiantes secundarios de dichos países. Los objetivos principales de la OLAA son:[cita requerida]
- El fomento entre los jóvenes del estudio de la Astronomía, la Aeronáutica y las Ciencias afines;

- La promoción del intercambio de actividades, la comunicación de conocimientos y el espíritu de convivencia pacífica entre los participantes;

- El apoyo a actividades de las diferentes asociaciones de aficionados y alumnos con el fin de promover los vínculos de amistad e intercambio de conocimientos;

- El apoyo a la construcción de Observatorios, Museos de Ciencias, y la inclusión curricular de la Astronomía en los países. De esta forma la OLAA fue constituida para ser un evento netamente educativo.

El concepto de la OLAA es "el fomento del honor, la disciplina, la humildad y cooperativismo entre los participantes, estimulando el pensamiento técnico-científico". Dentro de este contexto, fue pensado que las pruebas deberían estar constituidas por una parte escrita, una observacional y otra parte experimental, todas basadas en una relación de contenidos previamente establecida.[cita requerida]
Su primera edición ocurrió en el Año Internacional de la Astronomía, 2009 en la ciudad del Río de Janeiro, Brasil.

## Historia
La primera edición de «OLAA» se realizó desde el 12 al 19 de octubre de 2009 y contó con la participación de siete países latinoamericanos (México, Colombia, Bolivia, Brasil, Paraguay, Uruguay y Chile), totalizando 33 alumnos participantes. La prueba observacional fue realizada en el Laboratorio Nacional de Astrofísica en Itajubá, MG.
La segunda edición fue realizada entre el 5 y el 10 de septiembre de 2010, en Bogotá, Colombia, contando con la participación de los mismos siete países que participaron de la primera edición, pero con 35 estudiantes. La prueba observacional ocurrió en el Desierto de la Tatacoa.
La tercera edición se hizo nuevamente en Río de Janeiro, Brasil, cuando Argentina empezó su participación.
La cuarta edición fue en Barranquilla, Colombia. Del 9 al 15 de septiembre de 2012.
La quinta edición fue realizada entre el 19 y el 23 de octubre de 2013, en Cochabamba, Bolivia
La sexta edición se realizó en Minas, Uruguay, del 10 al 16 de octubre de 2014.
La séptima edición se realizó en Barra do Piraí, Brasil, entre el 27 de setiembre y el 4 de octubre de 2015.
La octava edición fue en Córdoba, Argentina. Del 2 al 8 de octubre de 2016.
La novena edición fue realizada entre el 8 y el 14 de octubre de 2017, en Antofagasta, Chile
La décima edición fue realizada entre el 14 y el 20 de octubre de 2018 en, Paraguay. 
La decimoprimera edición de la «OLAA» se realizó entre el 20 y el 26 de octubre de 2019 en Puebla, México, y contó con la participación de once países latinoamericanos (Argentina, Bolivia, Brasil, Chile, Colombia, Guatemala, México, Panamá, Paraguay, Perú, Uruguay). Se hubiera llegado a la cifra récord de 12 países de no ser porque a último momento Ecuador debió faltar a la cita como consecuencia de la grave situación social por la que estuvo atravesando ese país durante las últimas semanas.
Se suponía que la decimosegunda Olimpiada se llevaría a cabo en Quito, Ecuador. Sin embargo debido a la Pandemia de COVID-19, esta se realizó de forma virtual entre el 16 y el 30 de noviembre del 2020, organizada por el mismo país.

## Resumen
| Número | Año  | País anfitrión | Ciudad anfitriona | Países representados |
| ------ | ---- | -------------- | ----------------- | -------------------- |
| 1      | 2009 | Brasil         | Río de Janeiro    | 7                    |
| 2      | 2010 | Colombia       | Bogotá            | 7                    |
| 3      | 2011 | Brasil         | Río de Janeiro    | 8                    |
| 4      | 2012 | Colombia       | Barranquilla      | 8                    |
| 5      | 2013 | Bolivia        | Cochabamba        | 8                    |
| 6      | 2014 | Uruguay        | Minas             | 8                    |
| 7      | 2015 | Brasil         | Río de Janeiro    | 9                    |
| 8      | 2016 | Argentina      | Córdoba/Embalse   | 9                    |
| 9      | 2017 | Chile          | Antofagasta       | 10                   |
| 10     | 2018 | Paraguay       | Asunción/Ayolas   | 11                   |
| 11     | 2019 | México         | Puebla            | 12                   |
| 12     | 2020 | Ecuador        | Quito             | 16                   |
| 13     | 2021 | Perú           | Lima              | 17                   |
| 14     | 2022 | Panamá         | Ciudad de Panamá  | 18                   |
| 15     | 2023 | Panamá         | David, Chiriquí   | 14                   |
| 16     | 2024 | Costa Rica     | Cartago/San José  | 13                   |
| 17     | 2025 | Brasil         | TBD               | TBD                  |
| 18     | 2026 | Guatemala      | TBD               | TBD                  |
| 19     | 2027 | Uruguay        | TBD               | TBD                  |